# ترش و شیرین (فیلم)
ترش و شیرین (انگلیسی: Sweet & Sour؛‏ کره‌ای: 새콤달콤) یک فیلم کمدی رمانتیک محصول سال ۲۰۲۱ کره جنوبی بر پایه رمان پذیرش عشق اثر کورومی اینویی است. این فیلم به کارگردانی لی گه بیوک و با بازی جانگ کی یونگ، چه سو بین و کریستال جونگ است و داستان زوجی را روایت می‌کند که از یکدیگر دور می‌شوند. این فیلم در ۴ ژوئن ۲۰۲۱ در نتفلیکس منتشر شد.

## بازیگران
- جانگ کی یونگ در نقش جانگ هیوک
- چه سو بین در نقش دا اون[۷]
- کریستال جونگ در نقش هان بو یونگ[۸]

### مکمل
- لی وو جه در نقش لی جانگ هیوک
- چوی هوان یی در نقش جو یون هوان
- شین جون هانگ
- پارک چول مین در نقش رئیس جانگ هیوک و بو یونگ
- یو مین جو
- پارک جی هون در نقش ماکارون[۹]
- یو بیونگ هی در نقش بیمار

### بازیگران مهمان
- لی گیونگ یونگ در نقش سرایدار ساختمان اداری
- یو سون
- چوی هیونگ در نقش پزشک اورژانس
- کیم می هه در نقش پرستار ۲
- آن گیل کانگ در نقش پدر لی جانگ هیوک
- کیم می کیونگ در نقش مادر لی جانگ هیوک

## تولید

### انتخاب بازیگران
در ۹ سپتامبر ۲۰۱۹، جانگ کی یونگ و چه سو بین به عنوان نقش‌های اصلی فیلم تأیید شدند. در ۸ اکتبر ۲۰۱۹، کریستال جونگ به گروه بازیگران پیوست.

### فیلم‌برداری
تصویربرداری اصلی در ۸ اکتبر ۲۰۱۹ آغاز شد و در ۲۳ دسامبر ۲۰۱۹ به پایان رسید.

## انتشار
ترش و شیرین برای اکران در سینماها در سال ۲۰۲۰ برنامه‌ریزی شده بود اما تحت تأثیر دنیاگیری کووید-۱۹ قرار گرفت. این فیلم در ۴ ژوئن ۲۰۲۱ در نتفلیکس منتشر شد.